# StreetUniverCity
StreetUniverCity, auch StreetUniverCity Berlin e. V. (SUB), ist ein freier Träger eines außerschulischen Bildungsangebots für Jugendliche und junge Erwachsene, die benachteiligt sind oder auf dem Arbeitsmarkt gescheitert sind. Der Name StreetUniverCity ist ein Kunstwort, das aus der englischen Sprache inspiriert ist und für eine „Straßenuniversität“ steht.

## Geschichte
StreetUniverCity wurde 2006 von drei Personen, dem italienischen Künstler Giò Di Sera (Initiator), dem Film- und Fernsehschauspieler Erhan Emre und dem Leiter des Kreuzberger Kulturzentrums „Naunynritze“, Martin Kesting, als Unterstützung für Jugendliche in sozialen
Brennpunkten initiiert. Es begann seine soziale Arbeit im Juni 2007 und richtet sich insbesondere an Jugendliche in Berlin-Kreuzberg.

## Ziele und Aktivitäten
Bei StreetUniverCity können Jugendliche und junge Erwachsene aus sozialen Brennpunkten zwischen 15 und 25 Jahren in einem informellen und kulturellen Lernumfeld Fähigkeiten und soziale Kompetenzen erwerben. Diese sollen ihnen beim Einstieg ins Berufsleben behilflich sein.
Zu ihren Zielen schreibt StreetUniverCity:
Unsere wichtigsten Ziele sind es, jungen Menschen aus sozial benachteiligten Gebieten zu helfen, ihr Selbstwertgefühl zu vergrößern, indem wir ihnen zeigen, dass sie etwas erreichen können, einen gewissen Status und Würde zu entwickeln, die auf ihren Fähigkeiten, Möglichkeiten und Wissen aufbaut und nicht auf körperlicher Kraft oder das Alter. Letztlich wollen wir ihnen helfen, ihr Leben in die eigenen Hände zu nehmen, wählen zu können und eine berufliche Karriere starten zu können.
Das Motto von StreetUniverCity ist „trust yourself“ (englisch für: Vertrau dir selbst).
StreetUniverCity bietet im Rahmen eines Lehrprogramms, das insgesamt mehrere Monate dauert, an verschiedenen Orten in Berlin-Kreuzberg Seminare, Kurse und Workshops an. Diese befassen sich mit den Themenbereichen Politik und Gesellschaft, Computertechnik, Theater und Schauspiel, Film, Kunst und Grafik, Sport und Fitness. Zum Programm gehören Pflichtkurse über Ethik, Recht und Politik sowie Antigewalt- und Bewerbungstraining, Existenzgründerseminare und Englischunterricht. Die Veranstalter setzen stark auf die Arbeit mit Mentoren und Vorbildern aus dem kulturellen Umfeld der Jugendlichen und nutzen dabei die Sprache, Styles und Codes der Jugendszenen. Auch Kurse im Bereich Musik, Gesang und Rap gehören zum Programm, die einem Tonstudio stattfinden.
Mit dem Abschlusszertifikat „Master of StreetUniverCity“ erhalten die Teilnehmer ein Zertifikat über die erworbenen sozialen und kreativen Kompetenzen. Es handelt sich dabei nicht um einen formalen Abschluss, soll aber potenziellen Arbeitgebern als Nachweis für das Engagement und Bildungsinteresse der Jugendlichen dienen.

## Unterstützer und Dozenten
Zu den Unterstützern, „SUBportern“ genannt, und Dozenten zählen unter anderem Hip-Hop-Musiker und Musikproduzent Afrika Bambaataa aus New York City, die als „German Soul Queen“ bekannte Soul- und R&B-Sängerin Joy Denalane aus Kreuzberg, der Film- und Theaterregisseur Neco Çelik, der Sänger Muhabbet und der Politiker Cem Özdemir.

## Auszeichnungen
- 2009: Freiherr-vom-Stein-Preis der Hamburger Alfred-Toepfer-Stiftung[1]
- 2013: Dritter Preis, Hauptstadtpreis für Integration und Toleranz[9]